# Episodi de Lo straordinario mondo di Gumball (sesta stagione)
La sesta stagione della serie animata Lo straordinario mondo di Gumball è stata trasmessa negli Stati Uniti, su Cartoon Network, a partire dal 5 gennaio 2018 e in anteprima l'8 dicembre 2017 e il 17 novembre 2017. In Italia è stata trasmessa dal 14 maggio 2018.
| Nº | Titolo originale  | Titolo italiano          | Prima TV USA     | Prima TV Italia   |
| -- | ----------------- | ------------------------ | ---------------- | ----------------- |
| 1  | The Rival         | Nuovi arrivi             | 5 gennaio 2018   | 17 maggio 2018    |
| 2  | The Lady          | Il travestimento         | 5 gennaio 2018   | 14 maggio 2018    |
| 3  | The Sucker        | Il bullo sconfitto       | 12 gennaio 2018  | 15 maggio 2018    |
| 4  | The Vegging       | Il giorno della pigrizia | 15 gennaio 2018  | 21 maggio 2018    |
| 5  | The One           | Il numero uno            | 19 gennaio 2018  | 18 maggio 2018    |
| 6  | The Father        | Un nonno complicato      | 26 gennaio 2018  | 22 maggio 2018    |
| 7  | The Cringe        | L'imbarazzo              | 2 febbraio 2018  | 23 maggio 2018    |
| 8  | The Cage          | La gabbia                | 9 febbraio 2018  | 16 maggio 2018    |
| 9  | The Neighbor      | Il vicino misterioso     | 13 aprile 2018   | 24 maggio 2018    |
| 10 | The Anybody       | Lo scambio               | 9 marzo 2018     | 3 settembre 2018  |
| 11 | The Faith         | Musica a colori          | 23 febbraio 2018 | 28 maggio 2018    |
| 12 | The Candidate     | Il candidato             | 2 marzo 2018     | 29 maggio 2018    |
| 13 | The Pact          | La confessione           | 9 aprile 2018    | 25 maggio 2018    |
| 14 | The Shippening    | Love Story               | 20 aprile 2018   | 4 settembre 2018  |
| 15 | The Brain         | Anais si è fatta male    | 18 giugno 2018   | 6 settembre 2018  |
| 16 | The Parents       | I genitori               | 18 giugno 2018   | 11 settembre 2018 |
| 17 | The Founder       | Il capo                  | 18 giugno 2018   | 12 settembre 2018 |
| 18 | The Schooling     | La lezione               | 18 giugno 2018   | 13 settembre 2018 |
| 19 | The Intelligence  | Ritorno al passato       | 18 giugno 2018   | 14 settembre 2018 |
| 20 | The Potion        | La pozione               | 16 luglio 2018   | 17 settembre 2018 |
| 21 | The Spinoffs      | Assalto ai programmi     | 16 luglio 2018   | 1º aprile 2019    |
| 22 | The Trasformation | Fuori dal guscio         | 16 luglio 2018   | 2 aprile 2019     |
| 23 | The Understanding | L'inserimento            | 16 luglio 2018   | 3 aprile 2019     |
| 24 | The Ad            | Gli ospiti               | 16 luglio 2018   | 4 aprile 2019     |
| 25 | The Ghouls        | Halloween                | 19 ottobre 2018  | 6 settembre 2019  |
| 26 | The Stink         | Il cattivo odore         | 5 novembre 2018  | 7 settembre 2018  |
| 27 | The Awareness     | Il tema della settimana  | 6 novembre 2018  | 10 settembre 2018 |
| 28 | The Slip          | Il fattorino             | 7 novembre 2018  | 5 aprile 2019     |
| 29 | The Drama         | Il gossip                | 8 novembre 2018  | 8 aprile 2019     |
| 30 | The Buddy         | I computer infettati     | 9 novembre 2018  | 10 aprile 2019    |
| 31 | The Possession    | Il frigo dei ricordi     | 15 aprile 2019   | 4 settembre 2019  |
| 32 | The Master        | Serata in famiglia       | 22 aprile 2019   | 11 aprile 2019    |
| 33 | The Silence       | Senza parole             | 29 aprile 2019   | 12 aprile 2019    |
| 34 | The Future        | Il futuro                | 6 maggio 2019    | 15 aprile 2019    |
| 35 | The Wish          | Un cuscino speciale      | 13 maggio 2019   | 16 aprile 2019    |
| 36 | The Factory       | La fabbrica              | 20 maggio 2019   | 17 aprile 2019    |
| 37 | The Agent         | L'agente segreto         | 27 maggio 2019   | 10 settembre 2019 |
| 38 | The Web           | Problemi col computer    | 3 giugno 2019    | 12 settembre 2019 |
| 39 | The Mess          | Il disastro              | 10 giugno 2019   | 3 settembre 2019  |
| 40 | The Heart         | Il cuore                 | 10 giugno 2019   | 5 settembre 2019  |
| 41 | The Revolt        | La rivolta               | 17 giugno 2019   | 2 settembre 2019  |
| 42 | The Decisions     | Imparare a scegliere     | 17 giugno 2019   | 11 settembre 2019 |
| 43 | The BFFs          | Amici del cuore          | 24 giugno 2019   | 9 settembre 2019  |
| 44 | The Inquisition   | La scuola trasformata    | 24 giugno 2019   | 13 settembre 2019 |

## Nuovi arrivi
La vicenda si svolge 4 anni prima gli eventi principali, e racconta la nascita e l'ingresso in famiglia di Anais. Il primo approccio di Gumball e Darwin con la loro nuova sorellina, non è dei migliori. Anais infatti, progetta un piano per sbarazzarsi dei suoi fratelli maggiori.

## Il travestimento
Gumball e Darwin, rincasando da scuola prima del previsto, incontrano sull'uscio di casa, una signora sconosciuta. Richard, alla domanda dei figli sulla natura di quella misteriosa ospite, rimane visibilmente imbarazzato. I due fratelli sospettano che il genitore abbia un'amante, e decidono di seguire di nascosto il padre ad uno dei suoi appuntamenti.
Nota: Richard e i suoi amici e i loro travestimenti da ragazze come la serie televisiva Cuori senza età.

## Il bullo sconfitto
Darwin finisce in punizione con Julius Oppenheimmer Junior, il bullo della scuola.  Julius progetta di usare Darwin, come capro espiatorio per i suoi piani criminali, e lo convince ad entrare nella sua gang di strada. Tuttavia l'onestà di Darwin, mette Julius in seria difficoltà, vanificando ogni suo piano.

## Il giorno della pigrizia
Gumball e Darwin decidono di non fare assolutamente niente per tutta la giornata, qualunque cosa accada. Nel frattempo, intorno a loro, scoppiano epidemie e invasioni aliene...

## Il numero uno
Tobias vuole assolutamente diventare il migliore amico di Gumball così uccide, o almeno crede di farlo, tutti quelli che stanno sopra di lui della classifica degli amici.

## Un nonno complicato
Nonna Jojo inventa la giornata dello scroccone, per vendicarsi dell'ex marito Frankie. Richard, ingenuamente, invita il padre alla festa, ma Frankie capisce di non essere benvoluto, e se ne va sconsolato.  Questo rattrista anche Richard, che vorrebbe poter riallacciare i rapporti con lui. Gumball, Darwin e Anais, cercano di trovare un modo per aiutare il loro genitore.

## L'imbarazzo
Gli incontri casuali tra Gumball e Ragazzo Hot Dog, sono fonte di continui imbarazzi fra i due. Gumball vuole risolvere il problema a tutti i costi, e scopre che lui e Ragazzo Hot Dog, un tempo si conoscevano. Forse il problema ha avuto origine allora?

## La gabbia
La scuola ha subito dei tagli al bilancio, e il preside Brown è costretto ad affittare metà edificio ad un istituto penitenziario. Per evitare che ciò accada, Gumball propone un incontro di AMEG (Arti Marziali per Eroi Grassoni), fra il campione in carica e il signor Corneille. L'insegnante infatti, si vanta di essere un grande lottatore.

## Il vicino misterioso
Per evitare continui imbarazzi, Gumball e Darwin vogliono scoprire il nome del loro vicino di casa. Tuttavia, il vicino nasconde un segreto...

## Lo scambio
Clayton trova noiosa la sua vita, troppo piatta e poco avvincente. Invidia Gumball per le sue avventure, e questi gli consiglia di prendere il suo posto. Ma Clayton esagera, e si sostituisce agli abitanti di Elmore, combinando una serie di disastri.

## Musica a colori
Il mondo sta perdendo gradualmente il colore, diventando in bianco e nero. Il misterioso fenomeno, sta causando diversi disagi e Gumball e Darwin decidono di scoprire la fonte del problema.

## Il candidato
Con la scusa di discutere del futuro dei figli, i genitori si ritrovano con il corpo insegnanti, a bere e festeggiare nella palestra della scuola. I ragazzi invece, sono costretti a rimanere rinchiusi in una stanzetta ad annoiarsi. Ad un certo punto la noia surriscalda gli animi (e l'ambiente), e i ragazzi si vedono costretti a trovare una soluzione per sistemare le cose, ma prima dovrà essere eletto un rappresentante: chi vincerà fra Gumball e Anais?

## La confessione
Tra il preside Brown e Gumball, nasce un accordo che vede l'uno risolvere un problema relativo alla fidanzata dell'altro: Gumball si occuperà della signorina Lucy e della sua terribile alitosi, e il preside quello della risata imbarazzante di Penny. Tuttavia il preside Brown non rispetta il patto. 

## Love Story
Sarah trova davanti a casa un misterioso quaderno nero , e decide di usarlo per scriverci fanfiction d'amore che coinvolgono gli abitanti di Elmore. Ma il quaderno ha il potere di avverare (letteralmente) tutte le scene descritte dalla ragazza, mettendo nei guai soprattutto Gumball e Darwin, da sempre i suoi personaggi di riferimento preferiti.

## Anais si è fatta male
Anais si è procurata un trauma al cervello a forza di manate in faccia. Il medico scopre che la causa sono i comportamenti idioti dei famigliari. Per evitare che l'intelligenza di Anais regredisca, il dottore consiglia ai Watterson di evitare di fare cose stupide per almeno una settimana.

## I genitori
Nicole incontra per caso, dopo tanti anni i suoi genitori. I ragazzi convincono la madre ad invitare a pranzo i nonni, per avere l'opportunità di conoscerli. Tuttavia Nicole, non ha mai perdonato i genitori per le troppe aspettative che avevano su di lei, e si riaccendono i vecchi rancori.

## Il capo
Mentre Nicole paga una bolletta alla Chanax, Richard, per mangiare qualcosa, si finge il capo.

## La lezione
Gumball e Darwin saltano la scuola e Larry mette in atto un piano per convincerli dell'importanza dello studio: il piano riesce ma poi Larry inizia a porsi delle domande.

## Ritorno al passato
L'umanità si ritrova improvvisamente senza Internet tornando a usi e costumi degni del Medioevo e i nostri eroi chiamati in causa non possono certo restare a guardare.

## La pozione
Hector è triste perché la sua enorme stazza gli procura spesso disagi, e vorrebbe essere piccolo come tutti gli altri. Gumball e Darwin hanno l'idea di usare uno degli incantesimi della madre di Hector, per rimpicciolirlo. Ci riescono, ma dopo il primo momento di entusiasmo, Hector vorrebbe tornare come prima.

## Assalto ai programmi
Rob sequestra internet, per poter trasmettere video senza la presenza di Gumball e Darwin. Di seguito una raccolta di corti con alcuni riferimenti a trasmissioni tv e serie animate.

## Fuori dal guscio
Penny invita Gumball a cena a casa sua, perché convinca i suoi genitori, a smettere di indossare i gusci protettivi. Di contro i genitori non riescono ad accettare che la figlia non voglia più indossare il proprio guscio. Gumball si ritrova a dover scegliere da che parte stare.

## L'inserimento
Alla scuola di Elmore è arrivato uno studente nuovo di nome Peter. Il preside incarica Gumball e Darwin di occuparsi di lui. Ma c'è un problema: Peter parla una lingua incomprensibile.

## Gli ospiti
Richard compera d'impulso un cavallo, ma non potendolo mantenere, Nicole trova un nuovo acquirente a cui rivenderlo. Ma il nuovo proprietario potrà prelevarlo soltanto alla fine del mese. Nel frattempo, i Watterson sono costretti a dare in affitto ad una coppia di turisti la loro casa, per gestire provvisoriamente il costo dell'animale.

## Halloween
La notte di Halloween è un vero tormento per i veri fantasmi, e Carrie mostra a Gumball e a Darwin il motivo per cui preferisce rimanere rintanata in casa. I bambini e gli adulti infatti, non provano alcun timore per loro, e spesso mostri e fantasmi, sono costretti a subire pesanti umiliazioni.

## Il cattivo odore
Il signor Small insegna a Gumball e Darwin, l'utilità della raccolta differenziata, e della scelta alimentare sostenibile. Inoltre fa notare come la distruzione dell'ambiente, abbia portato all'estinzione La Grande Scimmia Puzzolente delle foreste di Elmore. Ma pure la scelta più sostenibile non ha un impatto zero, e il signor Small decide di abbandonare la civiltà, per vivere allo stato selvaggio.
Nota:
- Nella scena iniziale dell'episodio sono presenti Gumball nei panni del Dottor Strange e Darwin nei panni di Wonder Woman.

## Il tema della settimana
Il tema scolastico della settimana è dedicato all'ambiente, ma Gumball dichiara di considerare le piante come degli esseri inutili, offendendo profondamente Leslie. A nulla valgono le scuse, e il fiore approfitta dell'ignoranza di Gumball per vendicarsi dell'offesa.

## Il fattorino
Richard ha un diverbio per un pacco non consegnato, con un fattorino particolarmente pignolo e rancoroso. Per non pagare 10 dollari per la riconsegna, Richard mente alla ditta, dicendo che il loro dipendente non ha suonato il campanello. Il fattorino gli dichiara guerra.

## Il gossip
La coppia Darwin e Carrie è così perfetta e sdolcinata, da suscitare il sospetto da parte di Masami e Leslie, che sotto ci sia qualcosa. Chiedono informazioni a Gumball, ma questi non ha niente da dichiarare. Tuttavia il dubbio comincia a roderlo, e Masami e Leslie si chiedono  se davvero Carrie e Darwin sono troppo diversi per stare insieme?

## I computer infettati
I pc della scuola sono stati infettati da un virus, rendendoli inutilizzabili. Il preside Brown sospetta di Anais e Jamie, perché sono state le ultime due studentesse ad uscire dalla biblioteca. Per dare loro una possibilità di scagionarsi, il preside le incarica di trovare il vero colpevole entro la fine della giornata. Anais con l'aiuto della forzuta Jamie si mettono a caccia di indizi.

## Il frigo dei ricordi
Il vecchio frigo di casa Watterson, è ormai rotto. Nicole è intenzionata a sostituirlo ma Richard si rifiuta di sbarazzarsene, perché è legato ad esso da molti bei ricordi. Il frigo in questione però, non è un elettrodomestico qualsiasi, è stato comprato da nonna Jojo dal retro di un misterioso furgone, famoso per rifilare ai clienti, oggetti magici e strani, spesso potenzialmente pericolosi.

## Serata in famiglia
In famiglia c'è tensione fra Gumball, Darwin, Anais e Nicole. Richard organizza una serata insieme per riportare la serenità, invitando moglie e figli a giocare a Dungeons & Dragons.

## Senza parole
Mentre hanno un'altra tipica conversazione colorita, Gumball e Darwin si rendono conto di aver esaurito tutti gli argomenti. Tentano di recuperare il dialogo, sottoponendosi a terapie mediche e ad altre pratiche stravaganti, ma temono che la loro amicizia sia giunta al capolinea.

## Il futuro
Banana Barbara viene rapita da un misterioso figuro. Una settimana dopo, il figlio Joe comincia seriamente a preoccuparsi, e chiede aiuto a Gumball e Darwin per ritrovarla. Nel frattempo Barbara è prigioniera di Rob, che vuole sfruttare il suo potere di veggente.

## Un cuscino speciale
Il preside Brown ha difficoltà ad esprimere a parole i suoi sentimenti per la signorina Lucy. Questi silenzi fanno soffrire Lucy, che decide di prendersi una pausa di qualche giorno dal fidanzato e dalla scuola. Porta con sé tutti i suoi oggetti, ma lascia sulla sedia un cuscino. Nel frattempo Gumball e Darwin, dopo essere stati per l'ennesima volta messi in punizione da Lucy, esprimono il desiderio che l'insegnante si ammorbidisca un po' (di carattere). Tornati in classe, trovano il cuscino e si convincono che l'oggetto sia la loro insegnante, trasformatasi grazie al loro desiderio.
Nota: Il modo in cui il preside Brown e la signorina Lucy se ne vanno alla scena finale dell'episodio è come stile al film Grease.

## La fabbrica
Durante la giornata del “porta tuo figlio al lavoro”, Gumball e Darwin vorrebbero visitare la fabbrica di arcobaleni di Nicole. La madre però si rifiuta, perché per quel giorno, ha un appuntamento importante con i dirigenti dell'azienda e non può badare ai figli. I due fratelli si sono fatti un'idea fantasiosa e magica della fabbrica, e progettano di intrufolarsi di nascosto.

## L'agente segreto
Gumball viene incaricato come agente segreto dal preside Brown, per far luce su alcuni furti avvenuti a scuola. Per fortuna ci saranno Darwin e Bobert ad aiutarlo. Episodio ispirato a James Bond.

## Problemi col computer
Gumball e Darwin aiutano la mamma a sistemare il computer, ma si rendono conto che gli adulti sono tutti incapaci a usarlo correttamente.

## Il disastro
Penny chiede a Gumball se per domani può badare alla sua sorellina Polly. Lui accetta, e nel frattempo le promette di svegliarsi fresco e riposato per il giorno dopo, e di non giocare ai videogame per tutta la notte. Ma il giorno successivo Penny lo trova distrutto dalla stanchezza. Nonostante questo, Gumball le promette di non perdere mai di vista la piccola Polly. Non sarà proprio così.
Nota: Il titolo dell'episodio è un uguale quella della quarta stagione.

## Il cuore
Gumball e Darwin adorano il loro vicino di casa, il Signor Robinson. Cercano spesso di aiutarlo e spesso gli causano guai. Ma la loro devozione non è ricambiata. Accidentalmente i due fratelli ascoltano un dialogo fra lui e la moglie, e capiscono che il vicino, non li ha mai sopportati. La scoperta spezza loro il cuore e decidono di non avere più contatti con lui. Inizialmente il Signor Robinson è felice di essersi sbarazzato dei figli dei vicini, ma un po' alla volta, comprende quanto Gumball e Darwin gli manchino.

## La rivolta
Darwin vorrebbe che gli oggetti avessero la possibilità di scegliere cosa diventare. Ma gli oggetti sono felici di fare “l'oggetto”, e non hanno interesse a cambiare la propria natura. Quando però scoprono che, non più utili, finiscono nella spazzatura, essi si ribellano.
Nota: La persona viene attaccato da una lampada che assomiglia alla mascotte della Pixar Luxo Junior e gli salta addosso in modo simile.

## Imparare a scegliere
Darwin non sa prendere decisioni, così si affida prima a Gumball e poi ad Alan, ma si ritroverà a dover affrontare una situazione critica da solo.

## Amici del cuore
Fuzzy, è un pupazzo, ed è stato il migliore amico di Gumball prima di Darwin. Dopo anni, si ripresenta alla porta di casa Watterson per ricordare i vecchi tempi, e Gumball è felice di poterlo riabbracciare. Darwin però non è convinto dell'onestà del giocattolo, e sospetta che stia tramando qualcosa ai danni del fratello.

## La scuola trasformata
A scuola arriva il sovrintendente Evil, che inizia a criticare tutti i comportamenti da "cartone animato", e a trasformare alunni e professori in esseri umani: tocca a Gumball e Darwin salvare la scuola. Si scopre infine che il sovrintendente era Rob mascherato. Ma mentre quest'ultimo prova a spiegare il motivo del suo comportamento viene colpito ripetutamente da Tina. La sera stessa si risveglia e mentre annuncia che l'unico modo di scappare in un altro luogo era trasformarsi viene risucchiato nel Vuoto, concludendo così la serie con un cliffhanger irrisolto. 

## Riferimenti
1. ↑  Online il 15 giugno 2018
2. 1 2 3 4  Online il 3 maggio 2019.
3. ↑  Originariamente è MMMMA (Meaty man missunderstanding martial arts), riferimento ironico alle Arti marziali miste (mixed martial arts o MMA). L'episodio si ispira alla trama del film Colpi da maestro.
4. ↑  La puntata è ispirata al film “Delitto per delitto - L'altro uomo” di Alfred Hitchcock.
5. ↑  Il riferimento al quaderno della serie manga e anime Death Note, è abbastanza evidente.
6. ↑  Il personaggio è un chiaro riferimento a Furby, il pupazzo interattivo famoso negli anni 90.